# Elk River, Minnesota
Elk River är administrativ huvudort i Sherburne County i Minnesota. Vid 2010 års folkräkning hade Elk River 22 974 invånare.

## Kända personer från Elk River
- Paul Martin, ishockeyspelare
- Joel Otto, ishockeyspelare